# セフ・フェルフォーセン
- セフ・フェルホーセン

セフ・フェルフォーセン（Sef Vergoossen、1947年8月5日 - ）は、オランダ・リンブルフ州エヒト出身のサッカー指導者。

## 来歴
1978年にVVVフェンローで指導者としてのキャリアをスタートさせ、1989年までの12年間にわたってコーチやユース監督を務めた。1989年から9年間にわたってMVVマーストリヒトの監督・テクニカルディレクターとして過ごした後に、1998年から3年間を監督として率いたローダJCで1999-00年シーズンのオランダカップを制した。2001年に監督就任したKRCヘンクでは2001-02年シーズンのジュピラーリーグを制し、自身も最優秀監督賞を受賞した。KRCヘンクでは3年間を過ごすが、2年目の2002-03年には鈴木隆行も在籍していた。
2004-05年シーズンのアルジャジーラ監督を経て、2006年に名古屋グランパスエイト監督に就任。夏には名古屋グランパスをオランダへ強化キャンプに連れて行き、オランダやベルギーの強豪チームと練習試合をさせた。それを紹介したTV番組の中で「Talking」（試合中声を出し合うこと）の重要性を説いていた。若手の育成を掲げて招聘され、後に主力となる若手の発掘には成功したが、ポスト役不在や主力守備陣の退団など編成上の要因もあり成績は2年連続中位に沈み、2007年10月にシーズン末で退任することが発表される。フェルフォーセン自身はサッカー界からも引退する事を表明したが、11月に入るとシーズン途中での後任監督探しが難航していたPSVアイントホーフェンからシーズン末まで約半年間の監督就任のオファーが届いた。PSVは早期の合流を望み違約金の支払いやクラブ間での業務提携などの条件を提示したが、名古屋側は「天皇杯が控えている」等の理由で拒否し、フェルフォーセン・PSVの双方も了承したため天皇杯終了後にPSVの監督として就任した。2008-09年シーズンのPSVはフェルフォーセンが4人目の監督だったが、チームを立て直して優勝へと導き、シーズン終了後に改めて監督業から引退した。
なお、名古屋時代に指導した本田圭佑・小川佳純・阿部翔平らにはヨーロッパで活躍できる可能性を感じ、監督として名古屋を引きいていた頃に当時VVVフェンロー会長だったハイ・ベルデンからの日本人選手獲得の相談に対して本田を推薦して移籍に繋げ、自身がPSVアイントホーフェンに移る際には阿部を引き抜こうとしたというエピソードもある。指導者を引退した後もVVVフェンロー・ローダJC・KRCヘンクなどから頼られるとアドバイザーを務め、同じく名古屋で指導した吉田麻也・川島永嗣らが海外移籍するきっかけを作った。オランダサッカー協会もフェルフォーセンの意見を参考にするほど影響力は大きく、オランダでは「困った時のセフ」「リンブルフの父」として有名である。
なお、祖母井秀隆に招聘されてジェフユナイテッド市原で臨時コーチを務めた事もある。

## 指導歴
- 1978年 - 1989年  VVVフェンロー
  - 1978年 - 1981年 アシスタントコーチ
  - 1981年 - 1986年 ヘッドコーチ
  - 1986年 - 1989年 ユース監督
- 1989年 - 1998年  MVVマーストリヒト
  - 1989年 - 1995年 監督
  - 1995年 - 1998年 テクニカルディレクター
- 1998年 - 2001年  ローダJC監督
- 2001年 - 2004年  KRCヘンク監督
- 2004年 - 2005年  アルジャジーラ監督
- 2006年 - 2007年  名古屋グランパスエイト監督
- 2008年 - 2008年  PSV監督

## タイトル
- ローダJC
  - 1999年 オランダカップ 優勝
- KRCゲンク
  - 2001年 ジュピラーリーグ 優勝
- PSV
  - 2008年 エールディビジ 優勝